# Лаграс-Дьё
Лагра́с-Дьё (фр. Lagrâce-Dieu, окс. La Gràcia de Dieu) — коммуна во Франции, находится в регионе Юг — Пиренеи. Департамент — Верхняя Гаронна. Входит в состав кантона Отрив. Округ коммуны — Мюре.
Код INSEE коммуны — 31264.

## География
Коммуна расположена приблизительно в 620 км к югу от Парижа, в 30 км к югу от Тулузы.

## Климат
Климат умеренно-океанический. Зима мягкая и снежная, весна характеризуется сильными дождями и грозами, лето сухое и жаркое, осень солнечная. Преобладают сильные юго-восточные и северо-западные ветры.

## Население
Население коммуны на 2010 год составляло 478 человек.
| 1962 | 1968 | 1975 | 1982 | 1990 | 1999 | 2010 |
| ---- | ---- | ---- | ---- | ---- | ---- | ---- |
| 212  | 205  | 207  | 201  | 247  | 269  | 478  |

## Администрация
| Период | Период | Фамилия          | Партия | Примечания |
| ------ | ------ | ---------------- | ------ | ---------- |
| 1977   | 1989   | Селестен Дюссоль |        |            |
| 1989   | 1992   | Роже Дежан       |        |            |
| 1992   | 2014   | Клер Жилабер     |        |            |
| 2014   | 2020   | Жоэль Казажюс    |        |            |

## Экономика
В 2010 году среди 316 человек трудоспособного возраста (15—64 лет) 263 были экономически активными, 53 — неактивными (показатель активности — 83,2 %, в 1999 году было 80,4 %). Из 263 активных жителей работали 243 человека (128 мужчин и 115 женщин), безработных было 20 (10 мужчин и 10 женщин). Среди 53 неактивных 20 человек были учениками или студентами, 18 — пенсионерами, 15 были неактивными по другим причинам.

## Фотогалерея

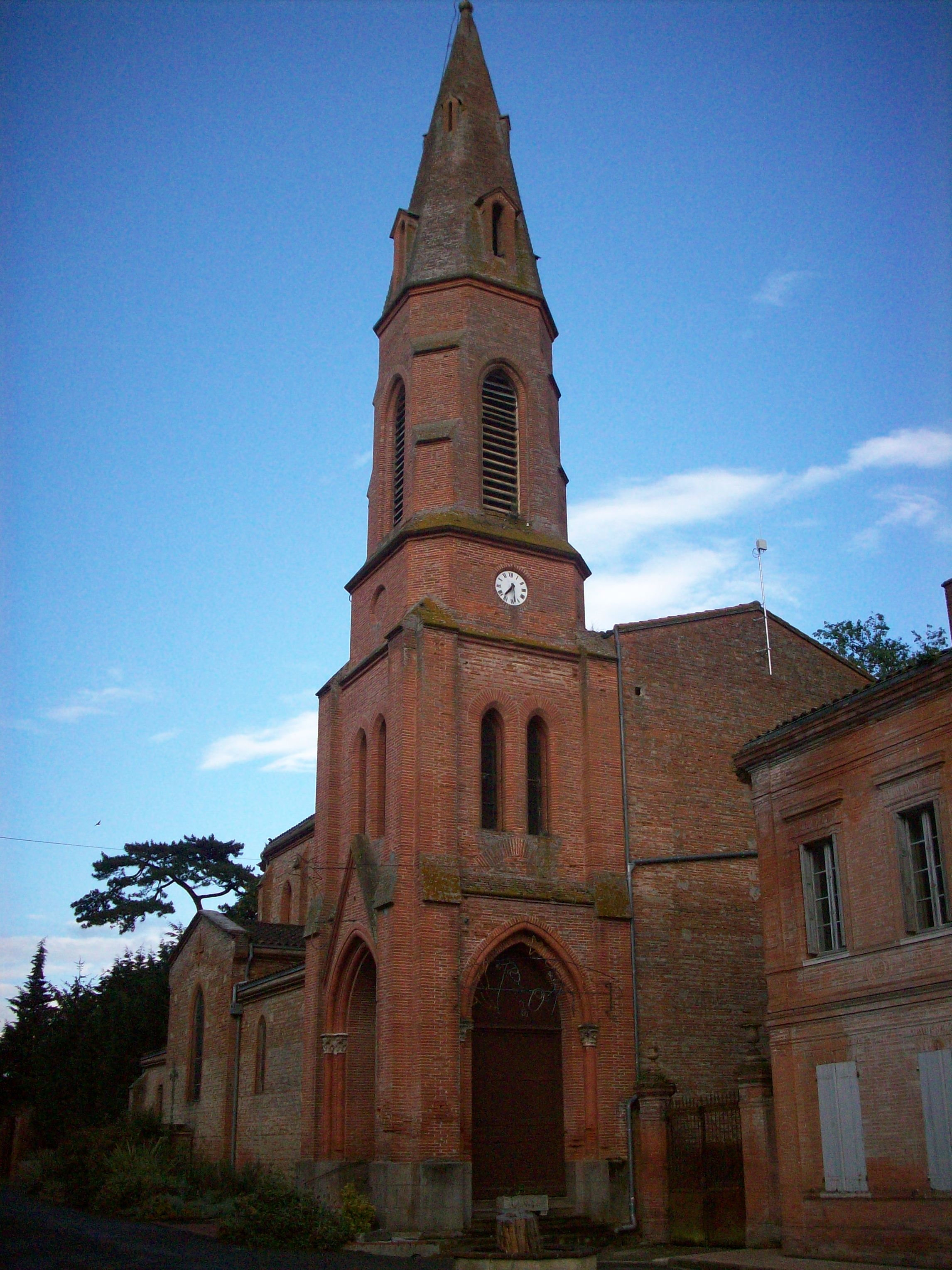
Церковь Св. Иоанна Крестителя
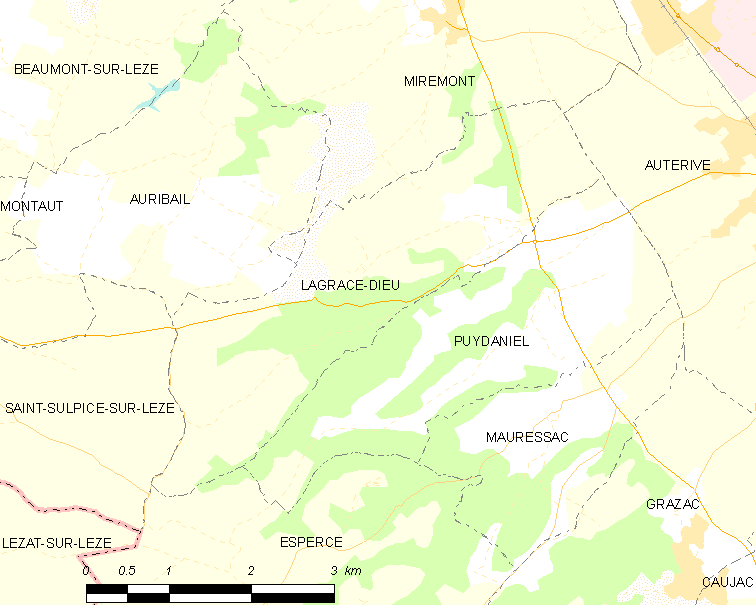
Карта коммуны